# إباكادوستات
إباكادوستات (بالإنجليزية: Epacadostat)‏ هو دواء تطوره إنسايت تجرى أبحاث حول استعماله في علاج أنواع مختلفة من السرطان، بضمنها الميلانوما النقيلة حيث يستعمل مع بمبروليزوماب.